# گورستان لاشار کاهی ۴
قبرستان لاشار کاهی ۴ مربوط به سده‌های متاخر دوران‌های تاریخی پس از اسلام است و در شهرستان سرباز، بخش پیشین، دهستان جکیگور، روستای لاشار واقع شده و این اثر در تاریخ ۲۷ اسفند ۱۳۸۷، با شمارهٔ ثبت ۲۶۲۳۷ به‌عنوان یکی از آثار ملی ایران به ثبت رسیده است.